# جون س. س. مايو
جون س. س. مايو (بالإنجليزية: John C. C. Mayo)‏ هو شخصية أعمال أمريكي، ولد في 16 سبتمبر 1864 في كنتاكي في الولايات المتحدة، وتوفي في 11 مايو 1914 في نيويورك في الولايات المتحدة بسبب التهاب البريتون.